# Apartheid
Apartheid (afrikaans: separation, adskilthed), var et system til raceadskillelse i Sydafrika fra 1948, til de indledende forhandlinger i 1990-1993, kulminerende i demokratiske valg i 1994.
Under apartheid blev mennesker klassificeret i racegrupper – de største var Sort, Hvid, Farvet og Asiatisk. De blev separeret fra hinanden med magt ud fra de raceklasser, der var blevet lavet. Størstedelen af den sorte befolkning blev sendt til steder kaldet ”hjemlande”. Det var egentligt meningen, at de skulle fungere, som om de havde selvstyre, men de kom mere til at fungere som Amerikas reservater til de oprindelige amerikanere, indianerne. 
Mange af de sorte som blev sendt til deres ”hjemland” havde i virkeligheden aldrig nogensinde set det område. Formålet med loven var, at sorte, selvom de boede i et hvidt område, ikke havde nogen som helst stemmeret eller indflydelse på det område de boede i. Det eneste sted, hvor de havde noget der lignede rettigheder, var i deres ”hjemland”.
Undervisning, læger, og andre offentlige ting blev også delt op, og dem der var tilgængelige for sorte var generelt langt dårligere end andre.

## Racefordeling før Apartheid
Den første gang ordet ”apartheid” dokumenteret blev brugt var i 1917 i en tale af Jan Christiaan Smuts, som i 1919 blev premierminister i Sydafrika. 
Selvom skabelsen af apartheid ofte bliver tillagt det afrikaansdominerede styre i 1948-1994, var det delvist det britiske kolonistyre, som introducerede racistiske forhold med deres paslove i Cape Colony og Natal i 1800-tallet. Dette betød, at de kunne regulere antallet af sorte, der rejste mellem sorte stammeregioner og hvide og farvedes byer.
Paslovene gjorde det ikke bare ulovligt for sorte at tage til hvide områder, men det blev også ulovligt for sorte at bevæge sig mellem distrikterne i de hvides områder uden et underskrevet pas. Sorte måtte ikke være udenfor efter solnedgang, og skulle altid have deres pas på sig. 

### Valget i 1948 og de efterfølgende love
Nationalistpartiet (NP) under ledelse af Daniel Francois Malan vandt i et tæt løb over Smuts' Forenede Parti. NP fusionerede med Afrikaans Partiet (AP). Den nye regering begyndte med det samme at indføre apartheid. De første ændringer var at ulovliggøre ægteskab mellem to forskellige racer.
”Group Areas Act” i 1950 blev hjertet i det apartheidsystem, der geografisk skilte racer.
”Seperate Amenities Act” i 1950 startede de mest racistiske opdelinger, f.eks. separate parker, strande, busser, hospitaler, skoler og universiteter. Der blev også strammet op på paslovene; sorte og farvede skulle nu have identifikation på sig 24 timer i døgnet. Disse id blev en slags pas, der forhindrede sorte i at ”trænge ind” på hvide områder. Sorte måtte ikke bo i, eller endda besøge, ”hvide byer” uden speciel tilladelse, og de måtte ikke bo i større byer, medmindre de arbejdede der.
Deres familie måtte ikke bo sammen med dem, hvilket skilte mænd fra deres koner og forældre fra deres børn.

### Afskaffelsen af sort og farvet stemmeret
J.G. Strijdom, som afløste Malan som premierminister, satte sig som sit første mål at fjerne de sørgelige rester der var tilbage af de sortes og farvedes stemmeret.
Regeringen i 1951 prøvede at indføre en lov som fjernede sortes stemmeret, men det Forenede Parti satte spørgsmålstegn ved loven. Retten afsagde derefter loven som ubrugelig. Dette var, fordi to tredjedele i parlamentet skulle stemme ja til loven. Regeringen prøvede derefter at indføre en lov, som gav den større afgørelsesret end højesteretten, men denne lov afsagde appelretten. I 1955 ændrede regeringen en lov, så der nu sad 89 i parlementet i stedet for 49, og efter nogle få ændringer sad der nu 77 medlemmer af Nationalistpartiet (NP) i disse sæder. I 1956 blev det ulovligt for sorte og farvede at stemme.
Strijdom fortsatte med at indføre racistiske love, og apartheid forværredes.

### Love under apartheidstyret
De større apartheidlove var, som følger:
- 1949 – Ulovliggørelse af blandet ægteskab.
- 1950 – Seksuelt forhold mellem en hvid person og en person af anden race blev ulovliggjort.
- 1950 – Alle borgere skulle registreres som sort, hvid, farvet eller asiatisk.
- 1950 – Sydafrikanske Kommunistparti (SKP) blev ulovliggjort sammen med alle andre partier som regeringen fandt kommunistiske. Medlemskab i SKP kunne straffes med op til ti års fængsel. Justitsministeren accepterede loven.
- 1950 – Group Areas Act, hjertet i apartheid. Denne lov delte forskellige racegrupper op i forskellige beboelsesområder.
- 1951 – Sorte fik tildelt en separat ”placebo”-regering. Denne havde ingen egentlig funktion; den kunne ikke vedtage eller ændre nogen love, heller ikke foretage andre ændringer.
- 1951 – Regeringen kunne lovligt nedrive sorte slumkvarterer uden varsel eller kompensation.
- 1951 – En lov blev vedtaget, som tvang hvide til at betale for ordentlige boliger til sorte, som arbejdede i byerne. Fattige sorte kunne nu få job og bo i byerne, men det forstærkede voldsomt de hvides had til de sorte, at deres skatter skulle sættes op på grund af dem.
- 1953 – Forskellige racer måtte ikke dele offentlige drikkefontæner, toiletter, puslerum, osv. Næsten alle eksisterende af disse steder var tildelt de hvide. Overtrædelse af loven blev straffet med flere års fængsel.
- 1953 – Sorte måtte kun gå på regeringsejede skoler. Dette ulovliggjorde alle privatskoler, hvor sorte blev behandlet pænt.
- 1954 – Opstramning af lovene om sort emigration til byerne. Færre sorte kom nu ind.
- 1956 – En lov blev vedtaget, som lovliggjorde racistisk diskriminering på arbejdspladser, såsom dårligere arbejdsforhold, lavere løn til sorte og racistiske kommentarer til de sorte.
- 1958 – En større lov blev vedtaget, som skabte nogle territorier til sorte med deres egen regering. Målet var at disse territorier på et tidspunkt ville blive selvstændige fra Sydafrika. I praksis regerede den sydafrikanske regering stadig over disse territorier. Regeringerne var kun ”placebo”. 80% af befolkningen i Sydafrika var sort. 10% af Sydafrika blev tildelt sorte. Disse territorier blev kendt som "hjemlande"

- 1959 – Penge blev sendt til hjemlandene i håb om at skabe arbejdspladser og bedre velfærd. Pengene blev i stedet stjålet af i forvejen rige hvide.
- 1959 – Universiteterne blev delt op mellem hvide, farvede og indere.
- 1967 – Regeringen stoppede industriel udvikling i ”hvide byer”, og flyttede det til grænserne tæt på ”hjemlandene”. Målet var, at sorte ville flytte til ”hjemlandene”, da de nu kunne bo der og stadig arbejde på industri i de hvide områder. Loven havde ringe effekt, da næsten ingen hvide gad følge loven. Sorte var ligeglade med dem, der gjorde, da det alligevel var næsten umuligt at få pastilladelser til at krydse grænsen to gange om dagen.

- 1970 – ”Sort Hjemland Borgerskabsloven” ændrede status på de sorte beboere i hjemlandene, så de officielt ikke længere var sydafrikanske borgere. Dette medførte at hvide blev den teoretiske dominerende race i Sydafrika. Dette blev aldrig globalt accepteret, og hjemlandene blev internationalt stadig anset for en del af Sydafrika.
- 1974 – En mindre lov blev vedtaget. Loven gjorde, at sorte nu skulle begynde at tale halvt så meget engelsk som afrikaans på gymnasierne.

Apartheid var implementeret af loven. En større lov tillod regeringen at tildele forskellige niveauer af tilladelser til forskellige racer. De følgende restriktioner var ikke kun sociale, men var strengt indført ved lov. For eksempel:
- Ikke-hvide måtte ikke føre erhverv eller professionelle praksisseri de hvide områder uden tilladelse. De skulle i stedet flytte til hjemlandene.
- Transport og civile faciliteter var også opdelte. De sortes busser stoppede ved de sortes stoppesteder, og de hvides busser stoppede ved de hvides stoppesteder. Første- og andenklasses togkupéer var hvide, og trejdeklasses var sorte.
- Hospitaler og ambulancer var delte. Hvide hospitaler var af god standard med veluddannede læger. Sortes var det modsatte.

Sorte hospitaler var ofte grotesk underbemandede, og mange af lægerne var elendigt uddannede.
- Sorte måtte ikke bo, eller arbejde, i de hvides områder uden et pas.

Passet fik øgenavnet ”et [dum]mepas”. Kun sorte med ”Sektion 10”-rettigheder var ekskluderet fra denne lov.
Det vil sige sorte, der var emigreret til byerne før anden verdenskrig.
- Pas blev kun givet til sorte med ”ordentligt” arbejde. Familie skulle efterlades tilbage i ikke-hvide områder. Mange hvide ansatte sorte som husholdere, som boede i små skure uden for familiens grund.
- Et pas gjaldt kun for et distrikt. Et distrikt var ca. på størrelse med en bydel. (Hasle/Skejby/Brabrand etc.)
- Sorte uden gyldigt pas blev deporteret til et hjemland. Politiet patruljerede hvide områder for at fange ”illegale” sorte. Dette skadede økonomien voldsomt ved at forhindre sorte i frivilligt at arbejde på arbejdspladser, der havde mangel på ansatte.
- Sorte måtte ikke ansætte hvide mennesker. Sorte fik først tilladelse til at være medlem i en fagforening sidst i firserne.
- I 1970'erne fik et hvidt barn tildelt ti gange så mange penge i undervisningssystemet som et sort barn. Sorte blev kun undervist i de mest grundlæggende ting, før de blev sendt ud på arbejdsmarkedet. Efter 1959 skulle sorte gå på andre universiteter end hvide. Alle eksisterende universiteter blev tildelt hvide, og meget få andre dårlige bygninger og haller blev i hast omdannet til nogle elendige sorte universiteter.
- Sorte betjente måtte ikke arrestere hvide mennesker uden særlig tilladelse, der kun gjaldt den enkelte situation. Det vil sige, at en hvid kunne udføre kriminalitet lige foran øjnene på en sort betjent, uden at han kunne gøre noget.
- Sorte måtte ikke købe øl, vin eller spiritus med en alkoholprocent over 12%.
- Hvide blikkenslagere og elektrikere måtte ikke installere ledningsnet og vandrør i sortes huse. Næsten alle blikkenslagere og elektrikere var hvide, da sorte havde meget dårlige uddannelsesfaciliteter. Dette efterlod næsten alle sorte i forstæderne og ghettoerne uden strøm og rindende vand.
- Sorte måtte ikke bruge de hvides gode strande, men fik tildelt nogle elendige strækninger med skarpe sten, tang og brandmænd. Biblioteker, offentlige bade, fodgængerbroer, driveinbiografer, kirkegårde, parker, fodgængerovergange, offentlige toiletter og taxier var også alle raceopdelte. De hvide havde hovedsageligt bedre af alle disse ting.

Mange andre ting var også raceopdelte.
- Sorte måtte ikke gå i teatret eller biografen i hvide områder. Der var nærmest ingen biografer, teatre, restauranter eller hoteller i sorte områder. De fleste hoteller og restauranter i hvide områder tillod ikke sorte (bortset fra som ansatte), medmindre regeringen havde givet tilladelse (til diplomater etc.).

- Ifølge loven måtte sorte ikke være med til de hvides gudstjenester. Denne lov blev dog ekstremt sjældent overholdt, og kirkerne var et af de eneste steder, hvor racer kunne blandes uden lovens indblanding.
- Hvis en hvid var fører af en bil, måtte der ikke sidde en sort på forsædet, hvis vedkommende var af det modsatte køn.
- Sortes skattefrikort var på 360 rand om året. Hvides skattefrikort var på 750 rand om året.

En rand svarede på dette tidspunkt til 5-6 kroner. En rand er nu i skrivende stund 51 øre værd.
- De fleste sorte mistede deres sydafrikanske statsborgerskab, da de flyttede (eller blev deporteret) til et hjemland. De kunne derfor ikke få et pas og kunne ikke komme ind i Sydafrika.
- Afrikansk kultur skulle undertrykkes i medierne. Det vil sige ingen afrikansk folkemusik i radioen, ingen afrikanske programmer i TV, etc.

## Farveklassificering
Befolkningen var opdelt i fire grupper: sort, hvid, asiat (mest indere) og farvet.
Farvet betød en person af blandet europæisk og bantu, khoisan eller malaisisk nedstamning.
Regeringen opfandt indviklede og komplekse regler fyldt med smuthuller (for regeringen), så næsten alle, der var lidt brunlige i huden, kunne klassificeres som farvet. Forskellige medlemmer af en famillie kunne pludselig finde sig opdelt i hvide og farvede, selvom de i virkeligheden alle var hvide. Farvede skulle pludselig forlade deres familier, og de hjem, hvor de måske havde boet i mange år, for at flytte til separate landsbyghettoer og modtage dårlig undervisning – dog bedre end den, sorte sydafrikanere modtog.

## Modstandsbevægelser

### ANCogPAC
ANC, African National Congress, begyndte for første gang åben modstand i 1949 i form af strejker, ignorering af love, offentlig forstyrrelse og demonstrationer. Disse fortsatte gennem halvtredserne med nogle voldsomme sammenstød.
I 1960 forlod nogle medlemmer ANC for at forme det mere militante Pan Africanist Congress. De begyndte først med nogle landsdækkende demonstrationer mod de forhadte paslove. 
Den 21. marts 1960 samledes sorte i Sharpeville, en større sort ghettoforstad, for at demonstrere mod kravet om altid at skulle have ID på sig. Der var mellem 5000 og 20000 mennesker. De største tal kom fra politiet, som ønskede at understrege den store fare, de havde været i. Massen samledes omkring den lokale politistation, hvor de sang sange, om at de ikke havde deres ID eller pas på sig. En gruppe på 300 betjente åbnede ild mod mængden, hvor de slog 69 ihjel og sårede 186. Alle ofre var sorte, og størstedelen var blevet skudt i ryggen. Menneskemængden var ubevæbnet. Mange hvide vidner fortalte, at de ikke opfattede de sorte som voldelige eller truende på nogen måde ved denne begivenhed, der omtales som Sharpevillemassakren. Oberst J. Pienaar, den ledende politimester den dag, sagde: ”Horder af indfødte omringede stationen. De kastede sten på min bil. Hvis de kan finde på dét, så må de lære det på den hårde måde”. Regeringen ulovliggjorde herefter ANC og PAC.
I 1961 begyndte de nu ulovlige PAC at blive mere militante. De anskaffede sig våben og begyndte at demonstrere på mere voldelig vis; ofte ved hjælp af trusler, bomber og mord. Selvom deres enheder detonerede bomber i hvide restauranter, indkøbscentre, biografer og foran regeringsbygninger, opfattede staten dem ikke som en militær trussel, da deres (PAC's) våben var statens langt underlegne. ANC slog også i starten af 60'erne ind på en militant kurs med en militant organisation – nationens spyd – stiftet af Nelson Mandela, på baggrund af ANC's bestyrelses accept. Det var denne organisations aktiviteter, samt planerne om guerillakrigsførelse, der ledte til Nelson Mandelas lange fængselsophold. Mange andre modstandsbevægelser fulgte efter.

### Hvid modstand
Mens størstedelen af hvide sydafrikanere støttede apartheidsystemet, var der også en minoritet imod det. I parlamentære valg i halvfjerdserne og firserne stemte mellem 15% og 20% på det liberale ”Progressive Party”, hvis leder, Helen Suzman, i mange år var den eneste modstand til apartheid i parlamentet.
Der var også voldelig hvid modstand organiseret af ”Africa Resistance Movement”, ARM, som sprængte flere bomber ved elværker og togstationer.

## Internationale sanktioner
Den 6. november 1962 vedtog FN en resolution som fordømte apartheid.
Den 7. august 1963 startede FN et frivilligt stop af våbenhandel med Sydafrika.
Sanktioner fra FIFA og andre internationale sportsorganisationer formidlede også kritik af apartheid. Det skete f.eks. i form af en boykot ved OL i Montreal 1976, som protest mod New Zealands deltagelse, idet landets rugbylandshold havde gennemført landskampe mod Sydafrika. I en undersøgelse fra 1977 gav hvide sydafrikanere udtryk for, at manglende mulighed for at deltage i international sport var en af de tre mest skadelige konsekvenser af apartheid.
Efter Soweto-oprøret i 1976 blev stoppet af våbenhandel obligatorisk den 4. november 1977, og Sydafrika blev internationalt isoleret.
Mange konferencer blev afholdt hvor FN fordømte Sydafrika, f.eks ”World Conference Against Racism” i 1978 og 1983.
En antihandelsbevægelse startede, og FN pressede investorer til at stoppe med at investere i sydafrikanske firmaer eller firmaer, der handlede med Sydafrika. Sydafrikanske sportshold måtte ikke deltage i internationale kampe, og sydafrikansk kultur og turisme blev boykottet. I slutningen af firserne stoppede firmaer i USA, England og 23 andre lande med at handle med sydafrikanske firmaer, fabrikker eller banker. Sverige sendte både finansiel og moralsk støtte til ANC. Olof Palme udtalte en uge før sin død: ”Apartheid kan ikke ændres, det skal elimineres.” 

## Krig i Sydafrika
I 1980 var verden efterhånden begyndt at være beslutsomt imod apartheidregimet. Landets regering og meget af den hvide befolkning så på landet som en fæstning belejret af sorte anarkister og kommunisme. Landet gjorde en stor indsats for at finde smuthuller i de internationale sanktioner, og regeringen udviklede endda atomvåben ved hjælp af Israel.
Offentligt syntes regeringen ikke, at det var en mulighed at forhandle med ANC. Dette efterlod regeringen med en mulighed: at bekæmpe dens modstandere med militær magt.
En belejringsmentalitet opstod hos mange hvide, og selvom de godt var klar over, at en borgerkrig mod den sorte befolkning ikke kunne vindes, så foretrak de stadig dette over at ”give op” og reformere deres styre. Brutale handlinger af politiet og militæret syntes fuldstændigt retfærdige.
De stater, der stødte op til eller lå meget tæt på Sydafrika, var alle imod apartheid, men mange af dem var økonomisk afhængige af landet. I 1980 formede de ”Southern African Development Co-ordination Conference”, forkortet SADCC. Formålet med SADCC var at skabe mere økonomisk udvikling i området og at skære ned på afhængigheden af Sydafrika. Mange af landene tillod også de flygtede medlemmer af ANC og PAC at etablere militære baser i deres lande. Nogle andre afrikanske lande støttede også modstandsbevægelserne materielt og moralsk.
Sydafrika havde en politik om at angribe mulige ”terroristbaser" i nabolandene. Disse angreb var hovedsageligt fikseret mod ANC, PAC og SWAPO, en namibisk modstandsbevægelse. Angrebene var mest en slags hævn for bombesprængninger og sabotage i Sydafrika og Namibia. Sydafrika støttede også organisationer i andre lande, der bekæmpede spredningen af kommunisme i det sydlige Afrika.
Nogle af Sydafrikas krigspolitikker var:
- Støtte til antiregeringsguerillagrupper, som UNITA i Angola og RENAMO i Mozambique.
- Militære angreb i omkringliggende stater.
- Bombetogter i omkringliggende stater.
- Fuldstændig invasion af Angola. Dette var delvist for at støtte UNITA, men også et forsøg på at udrydde nogle SWAPO-baser.
- Snigmord af ANC-ledere i andre lande. Ruth First blev dræbt af en bombe i Maputo, og ”dødsgrupper” forsøgte at udføre snigmord i Brussels, Paris og Stockholm samt bombninger og tyverier i London.

### Undtagelsestilstand
I de sidste år af apartheidstyret i Sydafrika var landet mere eller mindre konstant i undtagelsestilstand. Undtagelsestilstanden fortsatte indtil 1990, hvor F. W. de Klerk blev præsident.
AIDS-epidemi. I 1982 døde den første person af AIDS i landet. I de næste ti år, fra 1982 til 1992, døde over 1000 af AIDS. I de næste fire år døde yderligere 9000. Næsten alle døde var sorte. Mange sorte forsøgte at etablere organisationer for at stoppe epidemien men uden held. De manglede penge, men staten fokuserede mere på tuberkulose end HIV.

### Begyndelsen på enden
Den mest voldelige tid i firserne var fra 1985-88, da regeringen under ledelse af P. W. Botha startede en kampagne mod al opposition.
I tre år patruljerede politi og soldater rundt i sydafrikanske byer i pansrede mandskabsvogne og kampvogne, hvor de destruerede sorte besætterlejre og tilfangetog tusinder af sorte og farvede. Nogle af dem, der blev tilbageholdt, døde. Nogle begik selvmord, andre døde ved uheld, og andre igen blev koldblodigt myrdet af regeringen. Censurlove prøvede at skjule det for offentligheden ved at forbyde mediedækning. ANC og PAC svarede igen ved at detonere bomber i restauranter, inkøbscentre og foran regeringsbygninger, hvor de dræbte og sårede både civile og politikere.
Det var ANC's mål at gøre det umuligt at styre de sorte forstadsghettoer ved at tvinge beboerne til at stoppe med at betale skat og angribe byledere og deres familier med benzinbomber. Beboere, der nægtede at overgive sig, blev myrdet ved at få placeret et brændende bildæk om halsen. Hvis sorte blev beskyldt for at have købt fra hvides butikker, tvang medlemmer dem til at indtage sæbespåner og petroleum.
I denne periode døde der over 100 mennesker hver måned af sort-mod-sort vold.
Dette tal steg til over 250 per måned mellem 1990 og 1993.
I begyndelsen af 1980'erne begyndte den hvide regering at indse, at der var brug for nogle ændringer. Deres største bekymring var den hvide population, der på halvtreds år var faldet fra 20% af landets befolkning til 16%. Landets minister P. W. Botha sagde i en tale til nationen, at folk skulle ”tilpasse sig eller dø".
I 1984 skete der en vis reformering. Mange apartheidlove blev trukket tilbage blandt andet pasloven. En ny forfatning blev introduceret, som gav nogle flere rettigheder til mange af de ikke-hvide racer – dog ikke til de sorte. Botha gennemførte ikke sin fulde reform, da han ”ikke ville forhandle med grupper, der kommunikerede ved hjælp af vold”.
Protester og modstand fortsatte med fuld styrke – Sydafrika blev mere og mere militant adskilt. Nynazistiske militære grupper blev også dannet, specifikt ”Afrikaner Weerstandsbewegning” forkortet AWB, ledet af Eugéne Terra'Blanche. Oppositionen ”United Democratic Front”, forkortet UDF, blev også formet omkring dette tidspunkt (1984). UDF havde mange medlemmer og var ledet af ærkebiskop Desmond Tutu og præsten Allan Boesak. De krævede, at regeringen droppede deres reformer og i stedet afskaffede apartheid og eliminerede hjemlandssystemet.
Det internationale pres og de medfølgende sanktioner begyndte at ramme landet, og randens værdi styrtdykkede. Medierne blev censureret, og ved slutningen af 1988 var 30.000 mennesker i årenes løb blevet tilbageholdt og tusinder tortureret. I 1986 erklærede president Botha til parlamentet, at Sydafrika var ”vokset fra” apartheid. Regeringen begyndte med at indføre nogle små reformer i retning mod racelighed, mens de holdt medierne og antiapartheiddemonstrationerne i et jerngreb. Politiet rykkede ind i forstadsghettoerne i et forsøg på at skære ned på antallet af demonstrationer, men de slog mange mennesker ihjel i forsøget.
Mens sikkerheden stadig strammedes i Sydafrika, forlod mange hvide landet som flygtninge. Internationalt pres på Bothas regering voksede stadig, og USA og Storbritannien foreslog nu aktivt Sydafrika at afslutte forhandlinger til fordel for den sorte befolkning.

## Afviklingen af apartheid og racelighedens begyndelse
Efter et hjerteslag måtte Botha træde af pladsen som premierminister den 13. februar 1989.
Han blev efterfulgt senere på året af partifællen F. W. de Klerk.
I sin åbningstale til parlamentet i februar 1990 erklærede han, at han ville løfte de diskriminerende love og fjerne forbuddet mod ANC, UDC, PAC og kommunistpartiet SACP.
Mediecensuren blev løftet, og de Klerk løslod uskyldige fanger.
Den 11. februar 1990, 27 år efter han første gang var blevet sat i fængslet, kunne Nelson Mandela endelig gå ud af Victor Verster fængslet som en fri mand.
Fra 1990 til 1991 blev apartheid afskaffet.
I en folkeafstemning i marts 1992, det sidste kun-hvide valg afholdt i Sydafrika, stemte den hvide befolkning ja, og gav dermed regeringen beføjelser til at skabe en ny forfatning sammen med ANC, PAC, UDF og andre grupper.
I december 1992 gav den nye forfatning lige politiske rettigheder til alle racer.
Efter måneders problemer blev der endelig sat en valgdato, dog på stor menneskelig bekostning. Politisk vold eksploderede over hele landet på dette tidspunkt, efter mordet på lederen af det sydafrikanske kommunistparti Chris Hani.
Hani, en populær leder, blev snigmyrdet i 1994 i Dawn Park i Johannesburg af Janusz Wallus, en antikommunistisk polsk flygtning som havde nære forbindelser til det nynazistiske AWB.
I 1993 garanterede forfatningen lige rettigheder for alle racer og gav dem lige ytringsfrihed, stemmeret, samt utallige andre ændringer.
Ved midnat den 26.-27. april 1994 blev det gamle flag hejst ned, mens den gamle nationalsang blev sunget, og det nye flag blev hejst, til lyden af den nye nationalsang.
Valget fandt sted fredeligt.
ANC vandt valget med 62.7%. De fik derfor ikke lov til at omskrive forfatningen efter deres ønsker, da dette krævede mindst 66,7% af stemmerne.
27. april er efterfølgende udpeget som offentlig helligdag i Sydafrika under betegnelsen Frihedsdagen.
Som led i forsoningsprocessen etableredes i 1995 Sandheds- og forsoningskommissionen (kendt som TRC el Truth and Reconciliation Commission) med Desmond Tutu som formand, og kommissionen afgav sin endelige rapport den 28. oktober 1998. 
I 1993 fik Klerk og Mandela sammen Nobels Fredspris.